# 湖南郴州腐败案
湖南郴州腐败案，是一起发生在2006年至2009年中国湖南郴州的大型腐败群案，涉案人员包括当地的高级官员，内容涉嫌贪污、受贿、挪用公积金，数额上亿元人民币。

## 主要当事人
| 姓名   | 曾任职务                                                              | 终审认定犯罪事实           | 终审判处刑罚           |
| ------ | --------------------------------------------------------------------- | -------------------------- | ---------------------- |
| 李大伦 | 中国共产党郴州市委员会书记                                            | 受贿1374万、来源不明2181万 | 死刑，缓期两年执行     |
| 曾锦春 | 中国共产党郴州市委员会副书记 中国共产党郴州市纪律检查委员会书记       | 受贿3131万，来源不明2877万 | 死刑，立即执行（枪决） |
| 周政坤 | 郴州市人民政府市长                                                    | 伙同妻子等共同受贿1326万   | 无期徒刑               |
| 雷渊利 | 郴州市人民政府副市长                                                  | 受贿721余万、挪公款2650万  | 有期徒刑20年           |
| 李树彪 | 郴州市住房公积金管理中心主任                                          | 贪污、挪用上亿公积金       | 死刑，立即执行（枪决） |
| 樊甲生 | 中国共产党郴州市委员会常务委员会委员 中国共产党郴州市委员会宣传部部长 | 受贿200万，来源不明400万   | 有期徒刑19年           |

## 案件内容

### 李树彪挪用公积金案
1999年至2005年，时任郴州市住房公积金管理中心主任的李树彪，私自挪用公积金存款资金、非法贷款6675万元，供个人牟利及境外赌博，2074万元无法追还。
2005年8月24日，郴州市中级人民法院一审判决李树彪因贪污、挪用公款、赌博罪，判处死刑。李树彪不服上诉。2009年1月13日，湖南省高级人民法院判决其因贪污、挪用公款罪，判处死刑及剝奪政治權利終身。2010年3月26日，郴州中院遵照最高人民法院的死刑执行命令依法对李树彪执行了死刑。

### 李大伦、曾锦春贪污受贿案
1999年至2006年，时任郴州市委书记的李大伦利用职务便利，承揽建筑工程等向他人谋取利益，并与其妻陈立华等收受财物1366万人民币，另有1797万元无法说明来源。时任郴州市委副书记、市纪委书记的曾锦春通过矿产承包及纠纷处理、干部选举中牟利3123万元，另有952万元无法说明来源。
2008年11月20日，长沙市中级人民法院分别对李大伦受贿案和曾锦春受贿案作出一审判决：判处李大伦死刑，缓期二年执行；並剝奪政治權利終身，其妻陈立华犯受贿罪，判处有期徒刑10年。判处曾锦春死刑及剝奪政治權利終身。此后李大伦、曾锦春不服上诉，2009年8月14日，湖南省高级人民法院分别对李大伦、曾锦春两人案公开宣判，驳回上诉，维持原判。2010年12月30日，曾锦春遭槍決。

### 雷渊利贪污受贿案
时任郴州市副市长的雷渊利受贿949万元、贪污18万元、伙同李树彪等人挪用住房公积金2650万元。2006年9月4日，长沙市中级人民法院一审以受贿、挪用公款和贪污罪判决雷渊利死刑，缓期二年执行。此后雷渊利上诉并提供其他案件线索，定为自首。二审改判为20年有期徒刑。二审期间，雷渊利自称“我不是郴州市最大的贪官”，并且认为自己只算是第12名。

### 樊甲生贪污受贿案
2001年至2006年，时任郴州市长助理、市委常委、宣传部长的樊甲生，与妻子盘丽艺共同收贿为他人开矿、办厂、承揽业务。一些严重矿难事故事发后，樊甲生首先对新闻封锁，以此向煤矿索贿。2006年6月1日李大伦被查后不久，樊甲生下发“三不准”文件：“不准给外来媒体提供新闻线索；不准接待外来媒体记者；不准与外来媒体记者串联、合作”。2007年11月5日，湖南株洲市中级人民法院判决其因受賄、行賄、巨额资产来源不明罪，共19年有期徒刑。

## 影响
- 曾锦春被民间称为“郴州第一贪”。当其被“双规”消息传出时，郴州及辖下县城民众燃放鞭炮庆祝，当地报纸也因该事骤升价格至10元-20元[12]。